# Senomaty
Senomaty (en allemand : Senomat) est un bourg (městys) du district de Rakovník, dans la région de Bohême-Centrale, en République tchèque. Sa population s'élevait à 1 255 habitants en 2020.

## Géographie
Senomaty se trouve à 5,7 km à l'ouest de Rakovník et à 55 km à l'ouest de Prague.
La commune est limitée par Přílepy, Kněževes et Olešná au nord, par Rakovník et Lubná à l'est, par Senec et Příčina au sud, et par Petrovice, Šanov et Pšovlky à l'ouest.

## Histoire
La première mention écrite de la localité date de 1233. La commune a le statut de městys depuis le 10 octobre 2006.

## Administration
La commune se compose de trois quartiers :
- Hostokryje
- Nouzov
- Senomaty

## Transports
Par la route, Senomaty se trouve à 6,5 km de Rakovník et à 65 km du centre de Prague.